# Enciclopedia Labor
La Enciclopedia Labor es una obra de referencia en español realizada por la Editorial Labor entre 1955 y 1984. El esquema original se compone de nueve tomos en diez volúmenes, a los que luego se agregaron tres suplementos.
Según José Martínez de Sousa, «esta enciclopedia, la mejor de su género en España y el mundo hispánico aún hoy [2005], es la única citada en obras extranjeras cuando se estudia y analiza este tipo de trabajos». Agrega que «está muy bien estructurada, y su contenido y orientación se corresponden con los más adelantados de la época».

## Detalles bibliológicos
Si bien al final de cada tomo puede encontrarse un índice por palabras clave, la división de los artículos es temática y no por orden alfabético. El tamaño de los volúmenes es de 18,5 x 26 cm y se encuentran encuadernados en tela con estampaciones en oro.

## Tomos
- Tomo 1: El Universo y la Tierra (Astronomía, Meteorología, Geografía Física, Geología General, Mineralogía, Petrografía)
- Tomo 2: La Materia y la Energía (Física, Química, Geoquímica, Bioquímica, Cristaloquímica, Atomística)
- Tomo 3: La Vida (Botánica, Geografía Botánica, Zoología, Biología Humana, Paleontología)
- Tomo 4: El Hombre y la Tierra (Cartografía, Geografía Humana, Geografía Descriptiva)
- Tomo 5 (primera parte): El Hombre a través del tiempo (La Humanidad primitiva, Historia universal, Historia de la Iglesia)
- Tomo 5 (segunda parte): El Hombre a través del tiempo (Historia de España, Historia de las naciones iberoamericanas, Los descubrimientos geográficos)
- Tomo 6: El Lenguaje. Las Matemáticas (Gramática. Idiomas, Aritmética. Álgebra, Geometría. Goniometría, Cálculo infinitesimal, Nomografía)
- Tomo 7: La Literatura. La Música (Técnica literaria, Historia de la Literatura, Teoría musical, Historia de la Música)
- Tomo 8: Las Artes. Los Deportes. Los Juegos (Teoría, técnicas e historia del arte, Danza, Teatro, Cine, Deportes, Juegos)
- Tomo 9: La Sociedad. El Pensamiento. Dios (Derecho, Economía, Geografía económica, Psicología, Filosofía, Religión)

## Suplementos
- Tomo 10: Avances del Saber (Ciencia, Técnica, Cultura)
- Tomo 11: Avances del Saber (Ciencias de la naturaleza, Ciencias humanas, Civilización y cultura)
- Tomo 12: Avances del Saber (Ciencia, Técnica, Cultura)